# The Blueprint 3
The Blueprint 3 — одинадцятий студійний альбом американського репера Jay-Z, випущений 8 вересня 2009 року на лейблі Roc Nation шляхом розповсюдження від Asylum Records і Atlantic Records. Це третій альбом із серії Blueprint, якому передували The Blueprint (2001) і The Blueprint 2: The Gift & The Curse (2002).
Альбом записувався протягом 2008–2009 років у кількох студіях звукозапису. Продакшном займалися Каньє Вест, No I.D., The Neptunes, Джефф Бхаскер, Ел Шукс, Джером «J-Roc» Хармон, The Inkredibles, Swizz Beatz і Timbaland. Серед гостей альбому: Каньє Вест, Ріанна, Дрейк, Kid Cudi, Young Jeezy, J. Cole, Аліша Кіз та інші.
Blueprint 3 породив шість синглів: «D.O.A. (Death of Auto-Tune)», «Run This Town», «Empire State of Mind», «On to the Next One», «Young Forever» і «A Star Is Born». Усі сингли досягли успіху в чартах, за винятком останнього. Альбом отримав загалом позитивні відгуки музичних критиків і мав комерційний успіх. Альбом був номінований на премію «Греммі» як найкращий реп-альбом, а чотири з його синглів «D.O.A. (Death of Auto-Tune)», «Run This Town», «On to the Next One» і «Empire State of Mind» перемогли разом кількість із шести Греммі на 52-й і 53-й щорічній церемоніях вручення премій Греммі.

## Комерційний успіх
The Blueprint 3 дебютував під номером один у американському чарті Billboard 200, продавши 476 000 копій за перший тиждень. Це став одинадцятий альбом Джей-Зі номер один у США, побивши рекорд, який він раніше розділяв з Елвісом Преслі. Він також є третім за величиною продажів за перший тиждень 2009 року. 13 листопада 2009 року альбом був сертифікований платиновим Асоціацією звукозаписної індустрії Америки (RIAA) за продаж понад один мільйон копій. У 2009 році альбом став дев'ятим найбільш продаваним альбомом у США, продавши понад 1,52 мільйона копій за чотири місяці. Станом на серпень 2012 року в США було продано 1 933 000 копій альбому. Альбом продав понад 3 мільйони копій по всьому світу.

## Критика
Blueprint 3 отримав загалом позитивні відгуки музичних критиків. У Metacritic, який присвоює нормалізований рейтинг із 100 рецензіям основних критиків, альбом отримав середню оцінку 65 на основі 22 рецензій. У своїй рецензії для MSN Music Роберт Крістґау назвав альбом «досить чудовим» і дав йому оцінку A−, що вказує на «вид гарного запису, який є великою розкішшю музичного мікромаркетингу та перевиробництва». Сценарист AllMusic Джон Буш порівняв альбом з його попередниками, описавши його як «десь між ними, ближче до життєвої сили та енергії оригіналу, але не позбавлений кросоверних ставок і гостьових особливостей останнього (хоча цього разу набагато краще)». Лія Грінблатт з Entertainment Weekly прокоментувала, що альбом досяг своєї мети «досягти максимального комерційного радіусу вибуху, зберігаючи свою вуличну добросовісність».
The Blueprint 3 був визнаний найкращим альбомом року за версією Billboard і сьомим найкращим альбомом року за версією MTV. Журнал Rolling Stone назвав його четвертим найкращим альбомом 2009 року у своєму списку на кінець року.

## Список композицій
| #   | Назва                                            | Автор                                                                                               | Продюсер(и)                        | Тривалість |
| --- | ------------------------------------------------ | --------------------------------------------------------------------------------------------------- | ---------------------------------- | ---------- |
| 1.  | «What We Talkin' About» (за участю Luke Steele)  | Shawn Carter Kanye West Ernest Wilson Kevin Randolph Frédéric Mercier                               | Kanye West No I.D.                 | 4:04       |
| 2.  | «Thank You»                                      | Carter West Wilson Marcos Valle                                                                     | Kanye West No I.D.                 | 4:10       |
| 3.  | «D.O.A. (Death of Auto-Tune)»                    | Carter Wilson Garrett DeCarlo Dale Frashuer Paul Leka Janko Nilović Dave Sucky                      | No I.D.                            | 4:15       |
| 4.  | «Run This Town» (за участю Rihanna і Kanye West) | Carter West Wilson Jeff Bhasker Robyn Fenty Athanasios Alatas                                       | Kanye West No I.D. Bhasker         | 4:27       |
| 5.  | «Empire State of Mind» (за участю Alicia Keys)   | Carter Alexander Shuckburgh Janet Sewell-Ulepic Angela Hunte Alicia Keys Burt Keyes Sylvia Robinson | Shux Sewell-Ulepic [a] Hunte [a]   | 4:36       |
| 6.  | «Real as It Gets» (за участю Jeezy)              | Carter Jay Jenkins Maurice Carpenter Leigh Elliott Johnny Mollings Lenny Mollings                   | The Inkredibles                    | 4:12       |
| 7.  | «On to the Next One» (за участю Swizz Beatz)     | Carter Kasseem Dean Gaspard Augé Xavier de Rosnay Jesse Chaton                                      | Swizz Beatz                        | 4:17       |
| 8.  | «Off That» (за участю Drake)                     | Carter Timothy Mosley Jerome Harmon Aubrey Graham                                                   | Timbaland J-Roc                    | 4:06       |
| 9.  | «A Star Is Born» (за участю J. Cole)             | Carter West Wilson Jermaine Cole Maurice Jordan Al Goodman George Medoro                            | Kanye West No I.D. Kenoe [b]       | 3:48       |
| 10. | «Venus vs. Mars»                                 | Carter Mosley Harmon                                                                                | Timbaland J-Roc                    | 3:10       |
| 11. | «Already Home» (за участю Kid Cudi)              | Carter West Wilson Scott Mescudi Harry Mudie                                                        | Kanye West No I.D. [b] Bhasker [b] | 4:29       |
| 12. | «Hate» (за участю Kanye West)                    | Carter West Bhasker                                                                                 | Kanye West Bhasker                 | 2:31       |
| 13. | «Reminder»                                       | Carter Mosley Harmon Karin Briscoe                                                                  | Timbaland J-Roc                    | 4:18       |
| 14. | «So Ambitious» (за участю Pharrell)              | Carter Pharrell Williams                                                                            | The Neptunes                       | 4:12       |
| 15. | «Young Forever» (за участю Mr Hudson)            | Carter West Marian Gold Bernhard Lloyd Frank Mertens                                                | Kanye West                         | 4:13       |

Примітки
- ^[a] означає співпродюсера.
- ^[b] означає додаткового продюсера.
- «A Star Is Born» містить додатковий вокал Тоні Вільямса.
- «Venus vs. Mars» містить додатковий вокал Бейонсе.
- У «Reminder» додатковий вокал К. Бріско.

## Чарти
| Чарт (2009)                           | Найвища позиція |
| ------------------------------------- | --------------- |
| Australian Albums Chart               | 9               |
| Austrian Albums Chart                 | 37              |
| Belgium Albums Chart                  | 25              |
| Canadian Albums Chart                 | 1               |
| Danish Albums Chart                   | 36              |
| Dutch Albums Chart                    | 12              |
| French Albums Chart                   | 20              |
| German Albums Chart                   | 22              |
| Irish Albums Chart                    | 3               |
| Italian Albums Chart                  | 95              |
| Japan Albums Chart                    | 15              |
| New Zealand Albums Chart              | 10              |
| Norwegian Albums Chart                | 15              |
| Scottish Albums Chart                 | 5               |
| Swedish Albums Chart                  | 44              |
| Swiss Albums Chart                    | 12              |
| UK Albums Chart                       | 4               |
| UK R&B Albums Chart                   | 1               |
| US Billboard 200                      | 1               |
| US Top R&B/Hip-Hop Albums (Billboard) | 1               |
| US Top Rap Albums (Billboard)         | 1               |

| Чарт (2009)                           | Позиція |
| ------------------------------------- | ------- |
| Australian Urban Albums Chart         | 17      |
| Canadian Albums Chart                 | 36      |
| UK Albums Chart                       | 62      |
| US Billboard 200                      | 12      |
| US Top R&B/Hip-Hop Albums (Billboard) | 4       |
| Чарт (2010)                           | Позиція |
| Australian Urban Albums Chart         | 21      |
| French Albums Chart                   | 192     |
| UK Albums Chart                       | 91      |
| US Billboard 200                      | 44      |
| US Top R&B/Hip-Hop Albums (Billboard) | 12      |

## Сертифікації
| Регіон                                                                                          | Сертифікація | Продажі    |
| ----------------------------------------------------------------------------------------------- | ------------ | ---------- |
| Австралія (ARIA)                                                                                | Золотий      | 35 000^    |
| Канада (Music Canada)                                                                           | Платиновий   | 80 000^    |
| Франція (SNEP)                                                                                  | Золотий      | 50 000*    |
| Ірландія (IRMA)                                                                                 | Золотий      | 7500^      |
| Велика Британія (BPI)                                                                           | Платиновий   | 396,018    |
| США (RIAA)                                                                                      | Платиновий   | 1 000 000^ |
| *продажі, що базуються лише на сертифікаціях ^відвантаження, що базуються лише на сертифікаціях |              |            |